# Caenis amurensis
Caenis amurensis è una specie di Efemerotteri della famiglia Caenidae. Il nome scientifico è stato validamente pubblicato per la prima volta nel 1986 da Kluge.
Vive nell'ecozona paleartica.